# Diocesi di Curio
La diocesi di Curio (in latino: Dioecesis Curiensis) è una sede soppressa e sede titolare della Chiesa cattolica.

## Storia
Kourion o Curio, le cui rovine si trovano nei pressi della base britannica di Akrotiri, è un'antica sede episcopale della Chiesa autocefala di Cipro, suffraganea dell'arcidiocesi di Salamina.
Curio è annoverata tra le sedi vescovili titolari della Chiesa cattolica; la sede è vacante dal 21 agosto 1984.

## Cronotassi dei vescovi greci
- Zenone † (menzionato nel 431)
- Michele † (menzionato nel 1051)

## Cronotassi dei vescovi titolari
- Thomas Carre, O.S.A. † (30 agosto 1504  - ?)
- Wilhelm Jakob Rinck von Balderstein † (27 settembre 1690 - 13 luglio 1693 succeduto vescovo di Basilea)
- Hugh O'Reilly † (16 maggio 1777 - 28 marzo 1778 succeduto vescovo di Clogher)
- Cornelius Ludovicus van Wijckerslooth van Schalkwijk † (7 febbraio 1832 - 10 novembre 1851 deceduto)
- John Joseph Conroy † (22 marzo 1878 - 20 novembre 1895 deceduto)
- Gustave Augustin Rouxel † (10 febbraio 1899 - 16 marzo 1908 deceduto)
- Joseph Angel Poli, O.F.M.Cap. † (13 marzo 1915 - 18 dicembre 1917 succeduto vescovo di Allahabad)
- Michael Joseph Crane † (20 agosto 1921 - 26 dicembre 1928 deceduto)
- Manuel López Arana † (5 febbraio 1929 - 27 dicembre 1941 deceduto)
- Edouard Rostaing, M.S. † (24 febbraio 1942 - 18 maggio 1946 deceduto)
- Abel Ribeiro Camelo † (6 luglio 1946 - 17 gennaio 1957 nominato vescovo di Jataí)
- Edward Joseph Maginn † (27 giugno 1957 - 21 agosto 1984 deceduto)